# خطوط پاستیا
خطوط پاستیا (انگلیسی: Pastia's lines) یا نشانهٔ پاستیا یا نشانهٔ تامسون یک نشانهٔ بالینی است که در آن خطوط صورتی یا قرمز تشکیل شده از پتشی‌های به‌هم‌پیوسته در چین‌های پوست، به‌ویژه چین حفرهٔ آرنج (فرورفتگی نرم در وسط بازو) دیده می‌شود. حفرهٔ آرنج در محل اتصال بازو (ماهیچه دوسر بازو، ماهیچه سه‌سر بازو و استخوان بازو در اندام فوقانی) به ساعد قرار دارد. این نشانه در افراد مبتلا به مخملک قبل از ظاهر شدن بثورات ایجاد می‌شود و به صورت خطوط رنگدانه‌دار پس از پوست پوستی شدن باقی می‌ماند.
این علامت به افتخار پزشک رومانیایی «کُنستانتین کِسِک پاستیا» (۱۸۸۳–۱۹۲۶) نامگذاری شده است.